# Paola Comencini
Paola Comencini (Roma, 7 gennaio 1951) è una scenografa e costumista italiana.

## Biografia
È figlia del regista Luigi Comencini e di Giulia Grifeo di Partanna, nonché sorella di Cristina, Eleonora e Francesca.

## Filmografia

### Scenografa
- Voltati Eugenio (1980), regia di Luigi Comencini
- Il ras del quartiere (1983), regia di Carlo Vanzina
- Dieci registi italiani, dieci racconti italiani (1 episodio, 1983)
  - Il matrimonio di Caterina (1983) episodio Tv
- Mystère (1983), regia di Carlo Vanzina
- Amarsi un po'... (1984), regia di Carlo Vanzina
- Vacanze in America (1985), regia di Carlo Vanzina
- La Storia (1986) (Tv), regia di Luigi Comencini
- La Bohème (1988), regia di Luigi Comencini
- La partita (1988), regia di Carlo Vanzina
- Le finte bionde (1989), regia di Carlo Vanzina
- Zoo (1990), regia di Cristina Comencini
- Marcellino pane e vino (1991), regia di Luigi Comencini
- I divertimenti della vita privata (1992), regia di Cristina Comencini
- La fine è nota (1993), regia di Cristina Comencini
- Esercizi di stile (1996) (segmenti Myriam, Idillio edile, L'esploratore, La guerra fra noi e Ti mangerei di baci)
- Va' dove ti porta il cuore (1996), regia di Cristina Comencini
- Il carniere (1997), regia di Maurizio Zaccaro
- Tanti auguri (1998), regia di Giulio Manfredonia
- Ultimo (1998) (Tv), regia di Stefano Reali
- La missione (1998) (Tv), regia di Maurizio Zaccaro
- Del perduto amore (1998), regia di Michele Placido
- Matrimoni (1998), regia di Cristina Comencini
- Cristallo di rocca - Una storia di Natale (1999) (Tv), regia di Maurizio Zaccaro
- Liberate i pesci! (2000), regia di Cristina Comencini
- Le parole di mio padre (2001), regia di Francesca Comencini
- Il più bel giorno della mia vita (2002), regia di Cristina Comencini
- La forza del passato (2002), regia di Piergiorgio Gay
- Il posto dell'anima (2003), regia di Riccardo Milani
- Mi piace lavorare (Mobbing) (2004) alias Mi piace lavorare (titolo breve) alias Mobbing (titolo alternativo), regia di Francesca Comencini
- La bestia nel cuore (2005), regia di Cristina Comencini
- Romanzo criminale (2005), regia di Michele Placido
- A casa nostra (2006), regia di Francesca Comencini
- Piano, solo (2007), regia di Riccardo Milani
- Bianco e nero (2008), regia di Cristina Comencini
- Lo spazio bianco (2009), regia di Francesca Comencini
- Benvenuti al Sud (2010), regia di Luca Miniero
- Romanzo criminale - La serie (12 episodi, 2008-2010)
- ACAB - All Cops Are Bastards, regia di Stefano Sollima (2012)
- Benvenuto Presidente!, regia di Riccardo Milani (2013)
- Io sono Tempesta, regia di Daniele Luchetti (2018)
- Il principe di Roma, regia di Edoardo Falcone (2022)
- C'è ancora domani, regia di Paola Cortellesi (2023)

### Architetta-scenografa
- Fico d'India (1980), regia di Steno
- Buon Natale... buon anno (1989), regia di Luigi Comencini
- Le parole di mio padre (2001), regia di Francesca Comencini
- Come Harry divenne un albero (2001) alias How Harry Became a Tree (titolo originale) alias Il sogno di Harry

### Costumista
- Una farfalla con le ali insanguinate (1971), regia di Duccio Tessari
- L'ingorgo - Una storia impossibile (1979) alias Black Out in Autostrada (titolo DVD) alias L'ingorgo (titolo breve), regia di Luigi Comencini
- Voltati Eugenio (1980), regia di Luigi Comencini
- Uomini e no (1981), regia di Valentino Orsini
- Identificazione di una donna (1982), regia di Michelangelo Antonioni
- Dieci registi italiani, dieci racconti italiani (1 episodio, 1983)
  - Il matrimonio di Caterina (1983) episodio Tv
- Cuore (1984) sceneggiato televisivo della RAI, regia di Luigi Comencini
- Amarsi un po'... (1984), regia di Carlo Vanzina
- Buon Natale... buon anno (1989), regia di Luigi Comencini
- Zoo (1990), regia di Cristina Comencini

### Costumi e guardaroba
- Delitto d'amore (1974), regia di Luigi Comencini (assistente disegnatore costumi)
- Luna di miele in tre (1976), regia di Carlo Vanzina (assistente disegnatore costumi)
- Signore e signori, buonanotte (1976) (assistente disegnatore costumi)
- Il gatto (1977), regia di Luigi Comencini (assistente disegnatore costumi)
- Il ritorno di Simon Templar (7 episodi, 1978-1979) (supervisore costumi):
  - The Village That Sold Its Soul (1978)
  - The Roman Touch (1978)
  - Hot Run (1979)
  - Dragonseed (1979)
  - Appointment in Florence (1979)

## Riconoscimenti
- Nastro d'argento alla migliore scenografia 2006 per La bestia nel cuore e Romanzo criminale
- David di Donatello 2006 al migliore scenografo per Romanzo criminale
- David di Donatello 2011 Nomination - migliore scenografo per Benvenuti al Sud
- 2006 - Ciak d'oro
  - Migliore scenografia per Romanzo criminale[1]